# 金角銀邊銅肚皮
「金角、銀邊、銅肚皮」這句和圍棋有關的棋諺，就是說明「角」、「邊」和「中央」在重要性上的排列順序。在中国大陆地区，这句棋谚也被叫做「金角、银边、草肚皮」。
取棋子排成圍住十二目地的形態時：
- 圍住角地需 8 顆棋子。
- 圍住邊地需 12 顆棋子。
- 圍住中央需 18 顆棋子。

這說明了四個角是最容易圍成「地」的部份，其次是四個邊，最後是中央腹地。所以高手在對局開始時，通常都會先從四個角落子佈局。

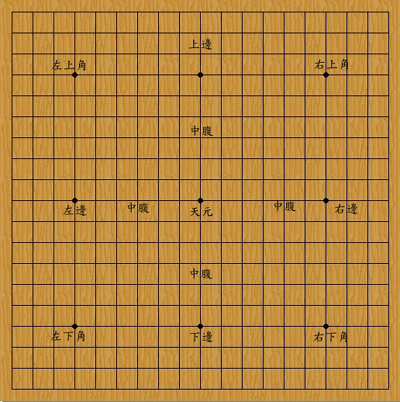
棋盤（九星和中腹）

圍棋佈局的順序是：
1. 角
2. 邊
3. 中央腹地